# Averrois
Abu-l-Walid Muhàmmad ibn Ruixd (àrab: أبو الوليد محمد بن احمد بن رشد, Abū-l-Walīd Muḥammad ibn Ruxd), més conegut simplement com a Ibn Ruixd i, a Occident, pel seu nom llatinitzat d'Averrois (Còrdova, 14 d'abril del 1126 — Marràqueix, 10 de desembre del 1198), fou un filòsof, teòleg, jurista, metge i astrònom andalusí del segle xii.

## Biografia
Averrois va néixer l'any 1126 a Còrdova (any 506, segons el calendari musulmà), que en aquell moment era el centre cultural de l'Àndalus. Provenia d'una família adinerada i noble; de fet, el seu pare i el seu avi havien estat cadis suprems d'aquesta ciutat, i aquest últim havia arribat a ser conseller malikita d'alguns sobirans de la zona. Ibn Ruixd va emprendre de seguida el mateix camí professional, i fou de seguit un reputat home de dret. Paral·lelament, va emprendre els estudis de teologia, filosofia occidental, matemàtiques amb el filòsof Ibn Tufayl, medicina amb el també metge Avenzoar i astronomia basada en el llibre Almagest.
De seguida es va començar a relacionar amb els ambients intel·lectuals i teològics de l'època, estudiant grans pensadors tant de la tradició clàssica (destaca sobretot Aristòtil, del qui va traduir un munt d'obres) com d'altres pensadors musulmans com Avicenna. Així doncs, el 1159 ja escriu el seu primer compendi filosòfic.
Gràcies al seu mentor de matemàtiques i alhora filòsof Ibn Tufayl, va conèixer el califa Abu-Yaqub Yússuf (1163-1184) de la dinastia dels almohades. Amb aquest va mantenir una relació d'estreta amistat, per l'interès que mostrava el sobirà per la filosofia. D'aquesta forma, Averrois, que en un principi temia que les seves teories fossin qualificades d'heretgia (era comú en aquella època titllar els filòsofs d'irreverents davant la religió), va començar a expressar les seves teories obertament, estant sota la protecció d'aquest monarca. Aquesta amistat amb el califa va ser per a Averrois molt profitosa, puix el 1169 (quan tenia 43 anys) va ser nomenat jutge suprem de Sevilla i l'any 1171 de la ciutat de Còrdova. Així mateix, l'any 1182 (quan tenia 56 anys) passa a ser el metge de la cort del califa Abū Ya'qūb Yūsuf, càrrec que era considerat d'extrema importància i que va consolidar Averrois com un membre d'extrema importància de la cort d'aquell moment.
El 1184, després de la mort del califa Abū Ya'qūb Yūsuf, el substitueix Abu-Yússuf Yaqub al-Mansur (1184-1199). En un principi, com que Averrois ja estava consolidat com a intel·lectual i ja havia escrit tots els llibres que acabaria fent (excepte Les qüestions de lògica i filosofia, publicades el 1195), manté els títols que li havia concedit el seu predecessor. Tot i així, el 1195, cedint davant les demandes contínues d'alguns teòlegs més conservadors, Averrois és declarat un perill per a la religió i és expulsat del regne juntament amb el seu antic mentor Avenzoar.
A partir d'aquell moment comença el seu exili a Lucena, que durarà tres anys, fins que el 1198, el mateix califa Abu-Yússuf Yaqub al-Mansur revoca la seva pròpia decisió, i demana a Averrois que torni a la cort. Aquest accedeix, però mor tres mesos més tard (10 de desembre de 1198) a la ciutat de Marràqueix, i va ser un dels pilars principals de la filosofia medieval i un notable interpretador d'altres filòsofs (per les seves reflexions sobre Aristòtil, va rebre el sobrenom de Comentador).

## Aspectes generals de la seva filosofia

Colliget

Va escriure sobre l'obra d'Aristòtil i Plató (d'aquí que fos conegut com a el Comentador) i elaborà una enciclopèdia mèdica.
Jacob Anatoli traduí les seues obres de l'àrab a l'hebreu cap al 1200. Els seus escrits influïren en el pensament cristià de l'edat mitjana i el Renaixement.
Malgrat la condemna de 219 tesis averroistes pel bisbe parisenc Étienne Tempier, i també dels bisbes d'Oxford i Canterbury, el 1277, a causa de la seua incompatibilitat amb la doctrina catòlica, moltes d'aquestes sobrevisqueren en la literatura posterior per alguns autors com Giordano Bruno o Pico della Mirandola. Així, es pot trobar en aquests autors una defensa de la superioritat de la vida contemplativoteòrica enfront de la vida pràctica (en línia amb el que defensava Aristòtil en la seua Ètica nicomàquia, X o en Metafísica, XII) i una reivindicació del caràcter instrumentalpolític de la religió com una doctrina destinada al govern de les masses incapaces de donar-se una llei a si mateixes mitjançant la raó. La llei religiosa, havia dit Averrois en el seu Destructio Destructionis, proporciona la mateixa veritat que el filòsof ateny indagant en la causa i la naturalesa de les coses; tanmateix, això no implica que la filosofia actue de cap manera en les persones cultes com a substitut de la religió: "els filòsofs creuen que les religions són construccions necessàries per a la civilització (...)". L'existència de la religió és també necessària per a la integració del filòsof en la societat civil.
Altres tesis que es poden trobar en Averrois són:
- El món és etern.
- L'ànima està dividida en dues parts, una d'individual perenne (intel·lecte passiu) i una altra de divina i eterna (intel·lecte actiu).
- L'intel·lecte actiu és comú a tots els éssers humans.
- L'intel·lecte actiu es converteix en intel·lecte passiu quan es troba unit a l'ànima humana. Quan la facultat imaginativa de l'ésser humà rep les imatges que li proporciona l'activitat dels sentits, les transmet a l'intel·lecte passiu. Les formes, que existeixen en potència en tals imatges, són actualitzades per l'intel·lecte actiu, i es converteixen en conceptes i judicis.

A fi i efecte de salvar la incompatibilitat de les tesis averroistes amb la doctrina cristiana, Siger de Brabant proposà la doctrina de la doble veritat, segons la qual hi ha una veritat religiosa i una veritat filosòfica i científica. Aquesta doctrina seria adoptada per la majoria de defensors europeus de l'averroisme.
La condemna de les doctrines d'Averrois i l'averroisme, el 1277, preocupà Tomàs d'Aquino, que veié com algunes de les seves tesis foren durant un temps rebutjades per l'ortodòxia catòlica. Malgrat aquest rebuig, Tomàs d'Aquino no decidí pas renegar de les seues hipòtesis, i continuà afirmant l'eix fonamental de la seua doctrina (malgrat que això li donés alguna similitud amb les tesis averroistes). Segons sant Tomàs, la filosofia aristotèlica, entesa de determinada manera, era (malgrat que no ho semblés a ulls de tothom en la seua època) la filosofia més apta per a comprendre i justificar el dogma cristià. Al segle següent, però, ja es preparava l'escenari per a un "divorci" fort en la unió entre el dogma i la raó, però això ja seria en el futur...

## Teoria de la doble veritat

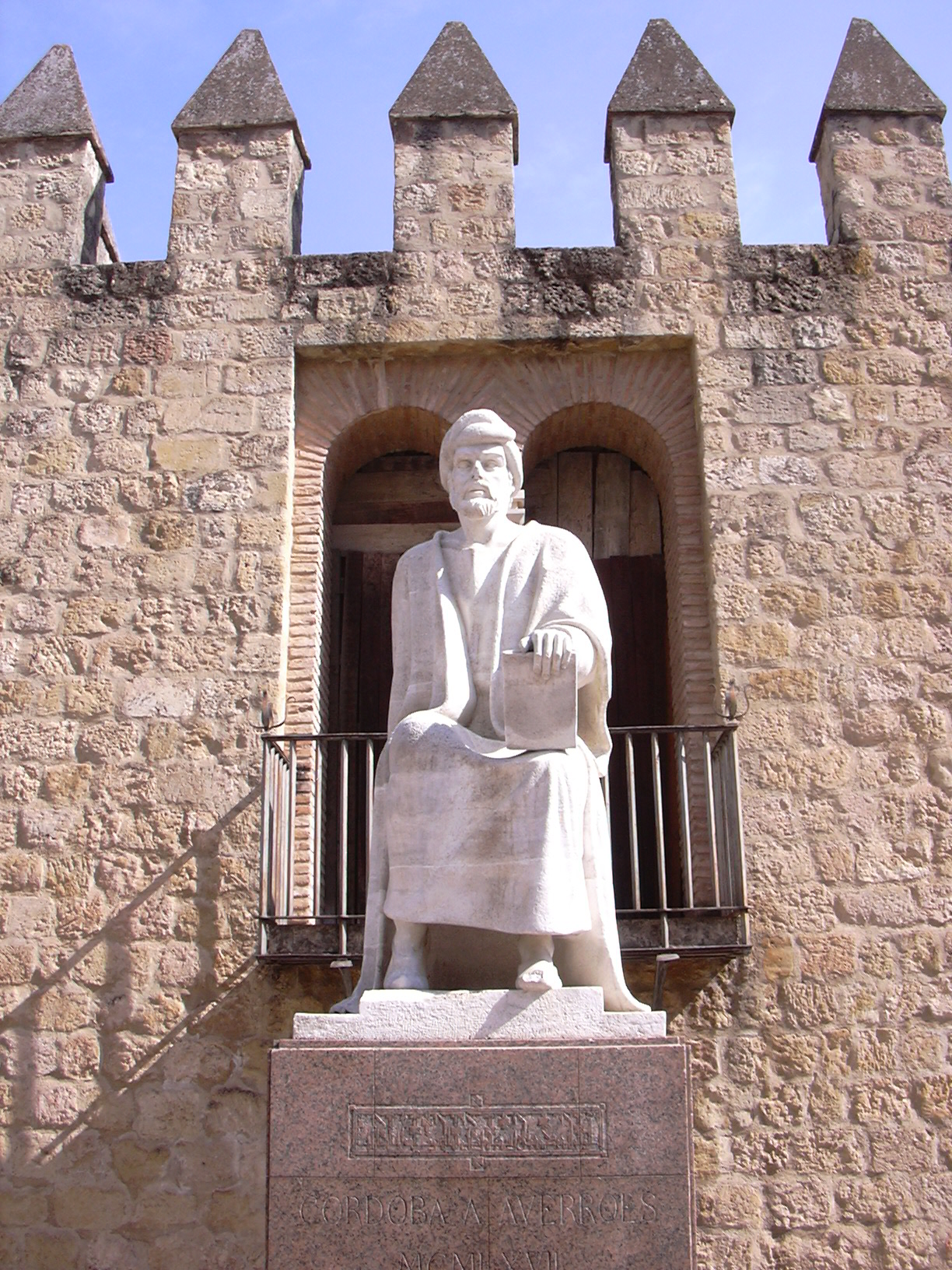
Estàtua d'Averrois, a Còrdova, Espanya

Una de les teories més importants que va desenvolupar Averrois va ser la teoria de la doble veritat. Aquesta donava resposta a un dels temes més conflictius que tractaven els filòsofs monoteistes de l'edat mitjana: què passa si la raó em dona una resposta i la fe me'n dona una de diferent? La teoria de la doble veritat diu que hom ha de parlar com a filòsof quan hom és filòsof i com a creient quan s'és creient. D'aquesta forma, hi hauria dos nivells de coneixement; el primer, que seria el saber científicofilosòfic i el segon que pertanyeria a la veritat religiosa. El primer dels dos tipus de saber ha de ser entès com una aproximació a la veritat, mentre que és el segon estatge de coneixement el que ens aporta els dogmes indiscutibles. Per tant, no és que hi hagi dues veritats diferents en si, sinó que el filòsof recorre el camí del raonament, que podria ser erroni, mentre que el teòleg és el que interpreta la veritat sobrenatural sorgida de l'Alcorà.
Així i tot, aquesta teoria va ser molt discutida quan va ser coneguda arreu d'Europa, i els filòsofs escolàstics cristians la van rebutjar en primera instància i la van anar acceptant progressivament al llarg dels anys. Això es va deure no sols al fet que aquesta teoria era molt plàstica respecte a la relació raó i fe, sinó que, a més, incentivava l'estudi interpretatiu dels dogmes religiosos, sempre que es fes de manera prudent i amb coneixements previs. Aquesta teoria la redacta en el llibre De la concòrdia entre la revelació i la ciència, en què diu de manera literal:
| « | La revelació divina conté dues parts: una d'evident i una altra que necessita interpretació; la primera obliga tothom, mentre que la segona obliga només els savis; la plebs està obligada a entendre-la en el seu sentit literal, sense interpretacions, i als savis no els està permès tampoc d'explicar-ne a la plebs la seva interpretació. | » |

A més, per a Averrois, l'estudi mitjançant les ciències empíriques cobra sentit, ja que Déu, en ser símbol de la perfecció, i haver creat allò que és subjecte d'estudi d'aquestes ciències (és a dir, el món que ens envolta), és impossible que hagi estructurat aquest món d'una forma desordenada. Per tant, és útil que, mitjançant l'estudi, intentem observar aquest ordre racional que Déu ha posat necessàriament a les coses.

## La saviesa de Déu i l'existència del mal
Segons Averrois, Déu governa el món amb la seva saviesa, organitzada en un logos necessari i, per tant, diferent de la ciència humana. El coneixement de Déu és absolut i infinit, de la mateixa forma que la seva pròpia existència; per tant, només Déu es pot conèixer a si mateix completament. D'aquesta forma, Déu coneix els universals, però no els individuals (encara que Averrois justifica que no conèixer els individuals no és un defecte, ja que no és dolent conèixer imperfectament el que es coneix de manera perfecta).
Si Déu coneix d'aquesta forma, és clar que no estableix els destins individuals, sinó un gran logos universal. D'aquesta manera, no es pot responsabilitzar Déu d'allò que fan els individus concrets i, per tant, del mal. Concretament, amb la visió aristotèlica d'Averrois, aquest concreta que Déu regeix el món sublunar (món terrestre en la terminologia aristotèlica) pel moviment de cossos celestes com el Sol i els planetes. Per tant, la voluntat de Déu condueix totes les coses a un destí celestial, però els actes concrets només estan condicionats per aquest, i només responen completament al lliure albir. Amb aquesta teoria, Averrois no descarta l'afirmació de l'Alcorà que afirma la infal·libilitat del destí de l'ésser humà, però a la vegada dona una resposta plausible a l'existència del mal.
D'aquesta forma, Averrois afirma que només el coneixement de Déu és completament infinit, i que és l'ésser humà que, en tenir un enteniment finit, ha optat per copsar la realitat com una cosa finita amb una fase de creació i una de final. I que, per tant, és l'individu qui, sota la incapacitat de comprendre l'infinit, ha optat per mesurar la realitat amb el temps, que per a Averrois no és més que un estat subjectiu.

## Obres selectes

### Comentaris sobre altres filòsofs
Els comentaris sobre Aristòtil, els trobem dividits en tres apartats principals:
- Els comentaris majors o Tafasir: s'hi troben els comentaris que Averrois fa a Segons analítics, De Caelo et mundo, De Anima, la física i la metafísica aristotèlica.[2] Aquest últim volum va ser escrit entre els anys 1169 i 1178.
- Els comentaris mitjans o Taljisat: en què Averrois comenta els mateixos que en el llibre anterior, i també l'ètica, la meteorologia, la metafísica i el llibre Nicomaquea d'Aristòtil. També s'hi comenta Isagoge, del filòsof neoplatònic Porfiri.
- Els comentaris menors o Yawami: són comentaris a l'Organon en general, però en especial a la retòrica, poètica, la física aristotèlica, dels llibres De Caelo et mundo, De generatione et corruptione, De Anima, De partibus animalum, De generationem animalum i Parva Naturalia.[2] Daten de l'any 1180.

També trobem comentaris a filòsofs com Claudi Ptolemeu, Alexandre d'Afrodísies, Nicolau de Damasc, Galè, Al-Farabí, Avicenna, Avempace i, fins i tot, del llibre La república de Plató (elsT comentaris d'Averrois d'aquest últim es titulen Exposició de la República de Plató).

### Obres filosòfiques
- Tahafut al-Tahafut o La Incoherència de la Incoherència: (explicat amb deteniment a l'apartat homònim).
- Damima: tractat de teologia i relació de Déu amb l'ésser humà.
- Fasl al Magal: un altre tractat de teologia musulmana.
- De la concòrdia entre la revelació i la ciència: llibre en què s'exposa la teoria de la doble veritat, i que és un dels que va rebre més crítiques per ser considerat heretgia per bona part dels teòlegs musulmans.[10]
- Explicació del mètode d'argumentar sobre els principis de la religió i indicació de les ambigüitats i errors herètics deguts a la interpretació del text sagrat:[15] llibre que reforça la teoria que s'han d'interpretar els texts sagrats. També s'inclou un apartat d'interpretació de l'Alcorà.
- Addició al problema del coneixement etern.
- Sobre la possibilitat de connexió entre l'enteniment material i l'enteniment separat.
- Solució del problema: eternitat o creació del món.

### Obres jurídiques
- Punt de partida per al jurista excel·lent i límit extrem pel mediocre.[15]

### Obres científiques
- Kulliyat o Colliget (nom amb què era anomenat arreu d'Europa), la traducció del qual és Principis generals de medicina: enciclopèdia de medicina.[16]